# Архиепархия Букараманги

Герб архиепархии Букараманги

Архиепархия Букамаранги (лат. Archidioecesis Bucaramanguensis) — архиепархия Римско-Католической церкви с центром в городе Букараманга, Колумбия. В митрополию Букамаранги входят епархии Барранкабермехи, Велеса, Малаги-Соаты, Сокорро-и-Са-Хиля. Кафедральным собором архиепархии Букамаранги является церковь Святого Семейства.

## История
17 декабря 1952 года Римский папа Пий XII выпустил буллу «Cum sit latior», которой учредил епархию Букамаранги, выделив её из епархии Нуэва-Памплоны (сегодня — Архиепархия Нуэва-Памплоны). 29 мая 1956 года епархия Букамаранги вошла в митрополию Нуэва-Памплоны.
17 декабря 1974 года Римский папа Павел VI выпустил буллу «Qui Divino Consilio», которой возвёл епархию Букамаранги в ранг архиепархии.
7 июля 1987 года архиепархия Букамаранги передала часть своей территории для возведения новой епархии Малаги-Соаты.

## Ординарии архиепархии
- епископ Анибаль Муньос Дуке (18.12.1952 — 3.08.1959) — назначен архиепископом Нуэва-Памплоны;
- архиепископ Héctor Rueda Hernández (6.05.1960 — 7.11.1991) — назначен архиепископом Медельина;
- архиепископ Дарио Кастрильон Ойос (16.2.1992 — 15.06.1996) — назначен префектом Конгрегации по делам духовенства;
- архиепископ Víctor Manuel López Forero (27.06.1998 — 13.02.2009);
- архиепископ Ismael Rueda Sierra (13.02.2009 — по настоящее время).

## Источник
- Annuario Pontificio, Libreria Editrice Vaticana, Città del Vaticano, 2003, ISBN 88-209-7422-3
- Булла Qui Divino Consilio Архивная копия от 3 марта 2016 на Wayback Machine, AAS 67 (1975), стр. 165  (лат.)